# 小行星3841
小行星3841（3841 Dicicco）是一颗绕太阳运转的小行星，为主小行星带小行星。该小行星于1983年11月4日发现。

## 轨道参数
小行星3841的轨道半长轴为2.2737068 UA，离心率为0.160。